# Bisbat de Lamezia Terme
El bisbat de Lamezia Terme (italià: diocesi di Lamezia Terme; llatí: Dioecesis Neocastrensis) és una seu de l'Església catòlica, sufragània de l'arquebisbat de Catanzaro-Squillace, que pertany a la regió eclesiàstica Calàbria. El 2013 tenia 140.000 batejats d'un total 142.000 habitants. Actualment està regida pel bisbe Luigi Antonio Cantafora.

## Territori
La diòcesi comprèn els municipis d'Amato, Conflenti, Cortale, Curinga, Decollatura, Falerna, Feroleto Antico, Gizzeria, Jacurso, Maida, Marcellinara, Martirano, Martirano Lombardo, Miglierina, Motta Santa Lucia, Nocera Terinese, Pianopoli, Platania, San Mango d'Aquino, San Pietro a Maida, San Pietro Apostolo, Serrastretta, Soveria Mannelli, Tiriolo, a la província de Catanzaro.
La seu episcopal és la ciutat de Lamezia Terme, on es troba la catedral de Santi Pietro e Paolo.
El territori s'estén sobre 915 km², i està dividit en 62 parròquies, agrupades en 8 vicariats:
- Santi Pietro e Paolo,
- San Giovanni Calabria,
- San Pancrazio,
- Pianopoli,
- Maida,
- Nocera Terinese,
- Soveria Mannelli
- Tiriolo.[1]

## Història
No és fàcil reconstruir la història de la Dioecesis Neocastrensis (diòcesi de Nicastro) abans del segle xvii, a causa que els arxius diocesans van ser completament destruïts, juntament amb la catedral, durant el terratrèmol de 1638. El primer bisbe va ser històricament conegut va ser Enrico, que va assumir el càrrec el 1094, 38 anys després de la conquesta de Robert Guiscard. Segons Moroni i Ughelli la diòcesi de Nicastro va ser fundada a finals del segle xi, sufragània de l'arxidiòcesi de Reggio Calàbria. Pel Abbé de Commanville, en canvi, Nicastro hauria estat erigit seu episcopal, encara que pel ritu bizantí, ja en el segle viii o ix.
El pare Francesco Russo, basant-se en la presència a la Notitia Episcopatuum de Lleó VI de la diòcesi de Nicastro, on figura com a sufragània de Reggio, traça l'origen fins al final del segle ix. Al segle xviii es va assumir l'existència, al territori lametí, d'una antiga diòcesi, en un lloc anomenat Ad Turres entre Nicastro i Maida, existent abans de la fundació de Nicastro i destruït abans del segle ix. Louis Duchesne dona suport a la hipòtesi que al territori de la diòcesi de Nicastro i Amantea existia la diòcesi de Tempsa (esmentada en època de Gregori el Gran), els bisbes de la qual van fugir després de les incursions llombardes o àrabs; quan el territori va ser reconquerit pels romans d'Orient, es van constituir les dues diòcesis, que per tant són hereves de Tempsa.
Qualsevol que sigui la història prèvia, a la fi del segle xi, en el moment del primer bisbe Enrico, Amburga d'Altavilla, filla de Drogo de Altavilla i germana de Ricard de Salern, va reconstruir l'antiga catedral de Nicastro, dedicada a Sant Pere i Sant Pau, destruïda pel sarraïns. Una nova reconstrucció de la catedral va tenir lloc, feta pel bisbe Giovan Tommaso Perrone, després del terratrèmol de 1638.
Per a prop de 700 anys ha passat canvis territorials importants. Alguns problemes van sorgir sovint per raons polítiques; per exemple, com un reflex de la lluita entre el papat i l'imperi o entre els poders civil i religiós, en 1278 el bisbe Roberto va ser deposat per Nicolau III, ja que es va considerar que havia comès simonia, mentre que el seu successor Tancredi va ser excomunicat en 1285 per Honori IV per haver coronat com a rei de Sicília Jaume II d'Aragó.
De conformitat amb l'acord entre el Regne de les Dues Sicílies i la Santa Seu, amb la butlla De utiliori del 27 de juny de 1818, la diòcesi de Nicastro es va annexar el territori de la suprimida diòcesi de Martirano. Aquesta última diòcesi, el territori a principis del segle xix pertanyia a la província de Calàbria Citerior, va incloure també el territori dels actuals comuns de Scigliano, Pedivigliano, Carpanzano, Panettieri, Bianchi i Colosimi (actualment a la província de Cosenza) i el territori de Castagna, el lloc on havia estat la famosa abadia de Corazzo, d'on havia estat abat Gioacchino da Fiore.
Al segle xix el clergat de Nicastro va participar activament en la vida política. En 1821, després de la publicació de la butlla Ecclesiam a Jesu amb la qual el Papa Pius VII va condemnar els Carbonari, uns cinquanta sacerdots de la diòcesi de Nicastro (d'un total de 316) van declarar la seva inscripció als Carbonari. Tots van ser "assoluti" Molts religiosos participaren activament en les revoltes del Risorgimento; recordem, entre molts, Ferdinando Bianchi, Raffaele Piccoli i Pietro Ardito. El bisbe Barberi va ser un dels pocs prelats que no van ser enviats a l'exili intern pel govern italià, després de l'annexió de 1860. La majoria dels clergues van prendre part en el plebiscit d'annexió i, tot i el non expedit, van participar en diverses eleccions, que van tenir lloc a partir de 1860 en endavant.
Al setembre de 1986, després d'una revisió de les diòcesis italianes d'acord amb les províncies civils, els municipis de la província de Cosenza van passar l'arxidiòcesi de Cosenza, mentre que el territori de Castagna, on es troben les restes de l'abadia de Corazzo, incloent des de 1869 la ciutat de Carlopoli, se'n va anar a l'arxidiòcesi de Catanzaro-Squillace. De la mateixa manera, la parròquia de Montesoro (llogaret de Filadèlfia) ha passat, com la ciutat cabdal, a la diòcesi de Mileto-Nicotera-Tropea.
El 30 de setembre de 1986 amb el decret Cum procedere de la Congregació per als Bisbes, s'abandonà el nom de diòcesi de Nicastro per prendre el seu nom actual; no obstant això, la Cúria, per respectar la història, continua sent anomenada Curia Vescovile di Nicastro, i no pas Curia Vescovile di Lamezia Terme.

## Cronologia episcopal
- Andrea † (segle xi)
- Riccardo † (segle xi)
- Enrico † (1094 ? - 1124)
- Ugo † (1124 - ?)
- Guglielmo † (1168 - 1178)
- Guido † (1179 - 1195)
- Boemondo † (1195 - 1202 mort)
- Ruggero † (1202 - 1221)
- Taddeo † (gener de 1222 - 1236)
- Urso † (1236 - 1241)
- Gualtiero † (1241 - 1252)
- Samuele, O.F.M. † (17 de novembre de 1252 - 1264 ?)
- Leonardo † (15 d'octubre de 1266 - 1268 mort)
- Roberto † (circa 1273 - 1278 deposat)
- Tancredi, O.F.M. † (15 de maig de 1279 - 1299 mort)
- Nicola, O.S.B. † (6 de novembre de 1299 - 1320 mort)
- Pietro, O.F.M. † (21 de juny de 1320 - 1323 mort)
- Ambrogio † (7 de març de 1323 - 1333 mort)
- Giovanni de Prestoa, O.F.M. † (30 de juliol de 1333 - 1344)
- Nicolò † (1344 - 1387)
  - Jacopo † (circa 1380 - 1390 nomenat antibisbe de Reggio) (antibisbe)
- Manfredi † (circa 1380 - 1387)
- Angelo † (20 d'abril de 1387 - ?)
- Giuliano, O.F.M. † (28 de gener de 1388 - 1390)
  - Carluccio Cicala † (28 de juny de 1390 - ?) (antibisbe)
- Giacomo Castelli, O.F.M.Conv. † (2 d'abril de 1390 - 1394 mort)
- Roberto Mazza † (4 de maig de 1394 - 1398 deposat)
- Giacomo † (1398 - ?)
- Gentile Maccafani † (13 de gener de 1399 - 26 de gener de 1418 nomenat bisbe de Sessa Aurunca)
- Paolo † (1418 - 1431 mort)
- Giovanni de Paganis † (28 de maig de 1431 - 1451 mort)
- Roberto, O.F.M. † (8 d'octubre de 1451 - 1473 mort)
- Antonio, O.S.B. † (26 de novembre de 1473 - 1488 mort)
- Pietro Sonnino † (26 de gener de 1489 - 1490 mort)
- Antonio Lucidi † (8 de febrer de 1490 - 1495 mort)
- Bartolomeo de Luna † (1495 - 26 d'octubre de 1497 mort)
- Francesco Roccamura † (27 d'octubre de 1497 - 1504 mort)
- Nicolò Capranica † (18 de desembre de 1504 - 1517 mort)
  - Franciotto Orsini † (18 de setembre de 1517 - 5 de maig de 1518 renuncià) (administrador apostòlic)
  - Andrea della Valle † (5 de maig de 1518 - 17 de maig de 1518 renuncià) (administrador apostòlic)
- Antonio De Paola † (17 de maig de 1518 - 24 de juliol de 1523 nomenat bisbe de Catanzaro)
- Girolamo De Paola † (24 de juliol de 1523 - 9 de maig de 1530 nomenat bisbe de Catanzaro)
  - Andrea della Valle † (10 de maig de 1530 - 24 de maig de 1530 renuncià) (administrador apostòlic, per segona vegada)
- Giovan Pietro Ricci † (24 de maig de 1530 - ?)
  - Antonio Maria del Monte † (1530 - 1533) (administrador apostòlic)
- Nicola Regitano † (3 de març de 1533 - setembre de 1533 mort)
- Paolo Capizucchi † (7 de novembre de 1533 - 6 d'agost de 1539 mort)
- Marcello Cervini † (27 d'agost de 1539 - 24 de setembre de 1540 nomenat bisbe de Reggio Emília, posteriorment elegit papa amb el nom de Marcel II)
  - Giacomo Savelli † (5 de novembre de 1540 - 19 de novembre de 1554 renuncià) (administrador apostòlic)
  - Mariano Savelli † (19 de novembre de 1554 - 6 de febrer de 1556 nomenat bisbe de Gubbio) (bisbe electe)
  - Giacomo Savelli † (6 de febrer de 1556 - 26 de gener de 1560 renuncià) (administrador apostòlic, per segona vegada)
- Giovanni Antonio Facchinetti † (26 de gener de 1560 - 23 de setembre de 1575 renuncià, posteriorment elegit papa amb el nom d'Innocenci IX)
- Ferdinando Spinelli † (23 de setembre de 1575 - 4 de desembre de 1581 nomenat bisbe de Policastro)
- Alessandro Ravadio † (26 de gener de 1582 - 1585 mort)
- Clemente Bontodasio, O.F.M.Conv. † (23 de juny de 1586 - 1594 mort)
- Pietro Francesco Montorio † (7 de febrer de 1594 - 1620 renuncià)
- Ferdinando Confalone † (9 d'abril de 1621 - 1624 mort)
- Baldassarre Bolognetti, O.S.M. † (11 de març de 1624 - setembre de 1629 mort)
- Alessandro Castracani † (8 d'octubre de 1629 - 22 de juny de 1632 renuncià)
- Giovan Battista Curiale (o Correale) † (5 de juliol de 1632 - 1635 mort)
- Domenico Ravenna † (12 de febrer de 1635 - juliol de 1637 mort)
- Marco Antonio Mondosio † (7 de setembre de 1637 - d'agost de 1638 mort)
- Giovan Tommaso Perrone † (11 d'abril de 1639 - 16 de novembre de 1677 mort)
- Francesco Tansi † (22 de gener de 1680 - 3 de maig de 1692 mort)
- Nicola Cirillo † (7 de juliol de 1692 - 23 de gener de 1709 mort)[13]
- Giovanni Carafa, C.R. † (8 de juny de 1718 - 1719 nomenat bisbe de Calvi)
- Domenico Angeletti † (10 de setembre de 1719 - 21 d'abril de 1731 mort)
- Francesco Maria Loyero † (6 d'agost de 1731 - 24 de desembre de 1736 mort)
- Achille Puglia † (11 de febrer de 1737 - 5 de febrer de 1773 mort)
- Francesco Paolo Mandarani † (10 de maig de 1773 - 19 de maig de 1796 mort)
- Carlo Pellegrini † (29 de gener de 1798 - 12 de maig de 1818 renuncià)
- Gabriele Papa † (19 de desembre de 1819 - 20 de desembre de 1824 nomenat arquebisbe de Sorrento)
- Nicola Berlingieri † (19 de desembre de 1825 - 23 de febrer de 1854 mort)
- Giacinto Maria Barberi, O.P. † (23 de juny de 1854 - 7 de març de 1891 mort)
- Domenico Maria Valensise † (7 de març de 1891 - 2 de juny de 1902 renuncià)
- Giovanni Régine † (4 d'octubre de 1902 - 6 de desembre de 1915 nomenat arquebisbe de Trani e Barletta)
- Eugenio Giambro † (22 de maig de 1916 - 2 de febrer de 1955 jubilat)
- Vincenzo Maria Jacono † (2 de febrer de 1955 - 18 de gener de 1961 nomenat bisbe titular de Patara)
- Vittorio Moietta † (18 de gener de 1961 - 1 d'abril de 1963 mort)
- Renato Luisi † (30 de juny de 1963 - 1 de juny de 1968 nomenat bisbe titular de Catula)
- Ferdinando Palatucci † (12 d'octubre de 1968 - 30 de gener de 1982 nomenat arquebisbe d'Amalfi)
- Vincenzo Rimedio (4 de setembre de 1982 - 24 de gener de 2004 jubilat)
- Luigi Antonio Cantafora, des del 24 de gener de 2004

## Estadístiques
A finals del 2013, la diòcesi tenia 140.000 batejats sobre una població de 142.000 persones, equivalent 98,6% del total.
| any  | població | població | població | sacerdots | sacerdots       | sacerdots       | sacerdots             | diaques | religiosos | religiosos | parroquies |
| ---- | -------- | -------- | -------- | --------- | --------------- | --------------- | --------------------- | ------- | ---------- | ---------- | ---------- |
| any  | batejats | total    | %        | total     | clergat secular | clergat regular | batejats por sacerdot | diaques | homes      | dones      |            |
| 1950 | 117.500  | 117.500  | 100,0    | 73        | 62              | 11              | 1.609                 |         | 8          | 60         | 56         |
| 1970 | 148.000  | 148.500  | 99,7     | 94        | 68              | 26              | 1.574                 |         | 34         | 125        | 69         |
| 1980 | 135.400  | 136.600  | 99,1     | 82        | 56              | 26              | 1.651                 |         | 31         | 102        | 60         |
| 1990 | 129.840  | 130.596  | 99,4     | 76        | 52              | 24              | 1.708                 | 3       | 27         | 118        | 56         |
| 1999 | 136.000  | 138.000  | 98,6     | 61        | 53              | 8               | 2.229                 | 10      | 32         | 112        | 58         |
| 2000 | 139.000  | 139.600  | 99,6     | 64        | 54              | 10              | 2.171                 | 19      | 10         | 100        | 58         |
| 2001 | 139.200  | 139.700  | 99,6     | 67        | 57              | 10              | 2.077                 | 19      | 10         | 100        | 58         |
| 2002 | 139.300  | 139.750  | 99,7     | 70        | 60              | 10              | 1.990                 | 21      | 10         | 100        | 60         |
| 2003 | 139.500  | 140.000  | 99,6     | 67        | 59              | 8               | 2.082                 | 22      | 8          | 100        | 59         |
| 2004 | 139.400  | 140.000  | 99,6     | 69        | 61              | 8               | 2.020                 | 22      | 8          | 100        | 60         |
| 2013 | 140.000  | 142.000  | 98,6     | 90        | 70              | 20              | 1.555                 | 19      | 23         | 139        | 62         |